# Big Gipp

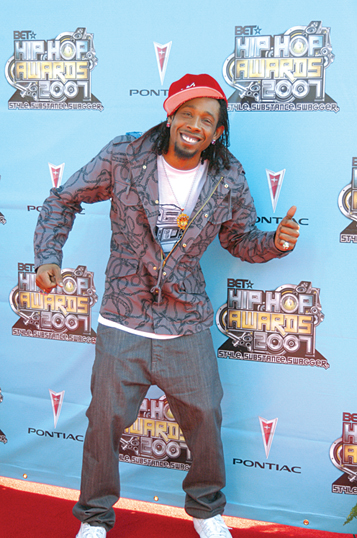
Big Gipp

Big Gipp (* 28. April 1973 in Atlanta, Georgia; eigentlicher Name Cameron Gipp) ist ein US-amerikanischer Rapper. Er war Anfang der 1990er Gründungsmitglied der Hip-Hop-Band Goodie Mob, mit der er maßgeblich den Stil des Dirty South beeinflusste und auch namengebend für dieses Genre war.

## Leben
Eine kreative Pause der Band nutze Big Gipp zur Veröffentlichung eines Soloalbums Mutant Mindframe. Die Debütsingle Steppin’ Out, welche in Zusammenarbeit mit dem R&B-Sänger Sleepy Brown entstand, fand beachtliche Popularität.
Zuletzt arbeitete er mit Nelly, der ihn zu seinem Label Derrty Entertainment geholt hatte, an dessen Album Suit & Sweat. Ein gemeinsames Album mit dem Rapper Ali ist 2007 erschienen.
Big Gipp war von 1995 bis 2003 mit der R&B-Sängerin Joi verheiratet.

## Diskografie

### Alben
- 2001: Big Gipp
- 2003: Mutant Mindframe
- 2007: Kinfolk (zusammen mit Ali)